# Jonathan Lynn
Jonathan Lynn (ur. 3 kwietnia 1943 w Bath w hrabstwie Somerset) – brytyjski reżyser, scenarzysta i aktor filmowy od połowy lat 80. tworzący także w Stanach Zjednoczonych. Zasłynął jako reżyser kilku bardzo udanych i popularnych komedii.

## Filmografia
jako reżyser:
- Trop (1985)
- Uciekające zakonnice (1990)
- Fałszywy senator (1992)
- Mój kuzyn Vinny (1992)
- Sknerus (1994)
- Sierżant Bilko (1996)
- Prawem na lewo (1996)
- Jak ugryźć 10 milionów (2000)
- Wojna pokus (2003)
- Wild Target (2009)

jako scenarzysta:
- Tak, panie ministrze (1980-84; serial TV)
- Tak, panie premierze (1986-88; serial TV)
- Trop (1985)
- Uciekające zakonnice (1990)